# Vila Augustina Švagrovského
Vila Augustina Švagrovského (přesněji Vila Švagrovských) je jednopatrová novorenesanční vila v obci Bechlín čp. 52 v okrese Litoměřice. Byla postavena v letech 1874–1875 podle návrhu novorenesančního architekta Jana Zeyera ovlivněného architektem Antonínem Wiehlem. Stavebníkem byla matka významného podnikatele a mecenáše umění z Roudnice nad Labem Augusta Švagrovského.

## Popis a historie vily

### Popis
Novorenesanční dvoupatrová vila s hrázděným patrem evokující švýcarské horské domy. Stavbu do novorenesančního stylu řadí motivy arkád, nízký sklon střechy, kazetové stropy interiérů i autor návrhu Jan Zeyer. Vila byla postavena byla v letech 1874 - 1875 na místě původního přízemního domu s doškovou střechou. V místech stavby býval manský statek. Vila je postavena v mírném svahu a její výšku zvyšuje podezdívka. Přízemí stavby je zděné, zatímco patro a půdní nadezdívka jsou hrázděné. Trámy jsou vyzdívány ostře pálenými cihlami. Stavba je situována v centru vesnice, což v kontrastu dává vyniknout její výstavností a vytváří z ní dominantu obce. Půdorys stavby ve tvaru písmene „L“ je směrován do prostoru před vilou. Z hlavního průčelí vystupuje křídlo členěné lodžiemi se dvěma řadami arkád. Fasádu zdobí dřevořezby z prořezávaných desek. Hlavní vchod prochází honosnou lodžii. Původní interiéry se částečně dochovaly. V přízemí bylo v 70. letech 20. století muzeum Jana Nerudy a Písní kosmických. Z přízemí do patra vede je přístup kamenným schodištěm. V 1. patře jsou situovány pokoje. V létě umožňovala v 1. patře posezení prostorná lodžie s arkádami na tři světové strany. Detaily stavby jsou ovlivněny lidovou architekturou, rustikálními motivy s hlavním motivem veverky. Užití hrázděné konstrukce není pro českou neorenesanci běžné. Lze usuzovat, že k užití dřeva vedla Zeyera snaha o zdůraznění venkovského charakteru vily. Důvodem mohl být i fakt, že Švagrovský disponoval množstvím dřeva z jeho obchodu s řezivem.

### Historie

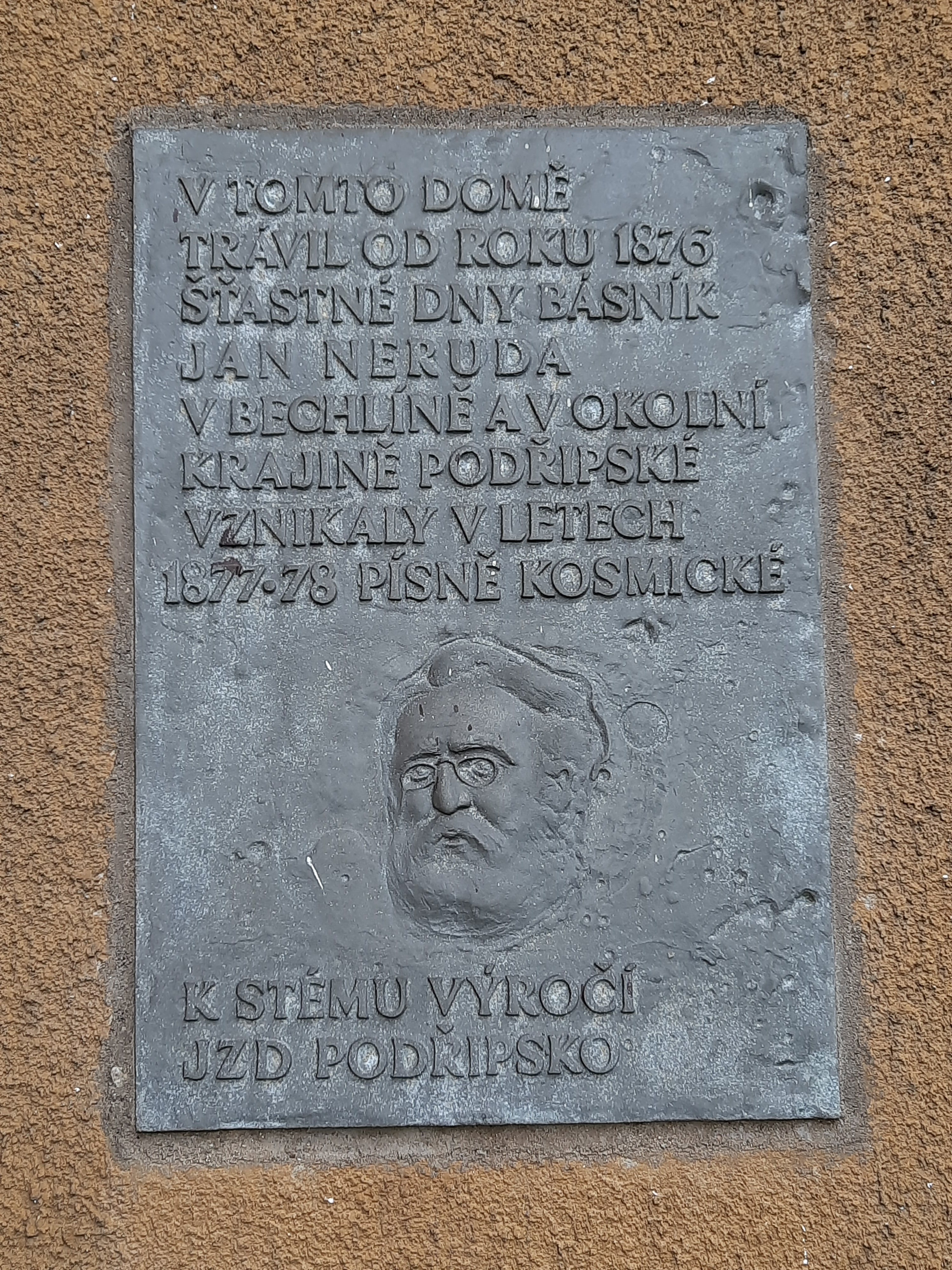
Pamětní deska Jana Nerudy, který ve zdejším okolí pracoval na sbírce Písně kosmické

Po smrti svého manžela, roudnického podnikatele Martina Švagrovského (1807 — 1866), postavila vdova Rosalie (Růžena) Švagrovská, rozená Linková, letní rodinné sídlo. Vilu užíval August Švagrovský a jeho sestra Růžena (provdaná Fričová) a dávali ji k dispozici i umělcům. Po smrti Augusta a Růženy Švagrovských ve vile žila jejich sestra Josefka s manželem Františkem Vejdovským, universitním profesorem a významným českým zoologem. Jejich potomkům byl dům vyvlastněn po únoru 1948. V letech 1974 - 1993 budovu užívalo JZD Podřipsko, které provedlo vnitřní i venkovní opravy. V roce 1978 zde byl otevřen „Památník Jana Nerudy a Písní kosmických“ připomínající básníkův pobyt. Exponáty tohoto památníku tvořily Nerudovy rukopisy, různá vydání Písní kosmických, dobové dokumenty i fotografie, původní nábytek, osobní památky na Nerudu. V roce 1994 byl celý objekt vydán v restituci potomkům rodiny Vejdovských a veškeré exponáty Nerudova památníku byly předány Okresnímu vlastivědnému muzeu v Litoměřicích. Na vile byla osazena deska připomínající básníkovo působení.

## Vila Švagrovských jako středisko kultury (mecenáš August Švagrovský)

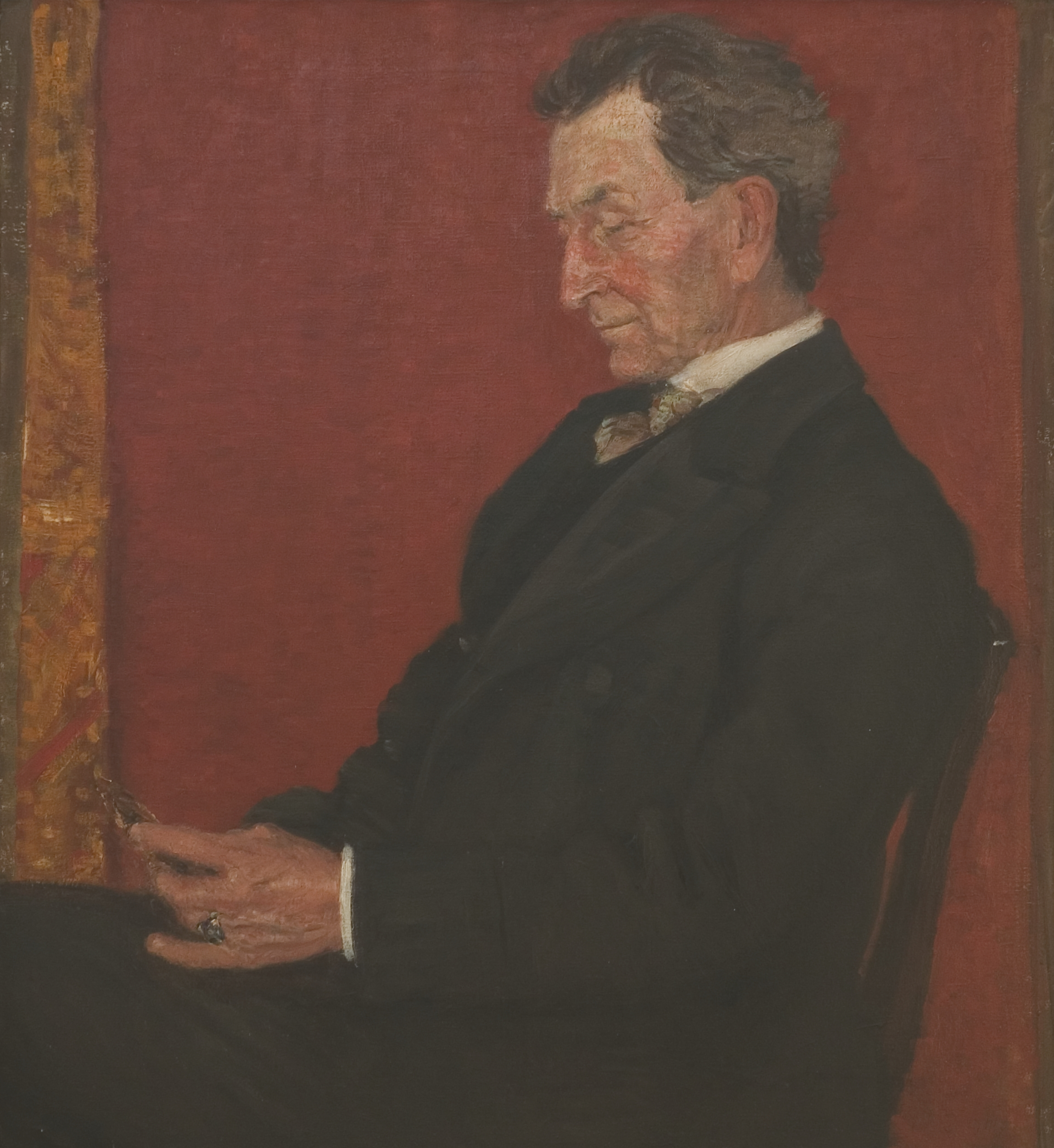
Miloš Jiránek, Podobizna Augusta Švagrovského, 1907

Hosty Švagrovských bývali básník Jaroslav Vrchlický, malíř Václav Brožík, cestovatel Emil Holub a houslový virtuos František Ondříček.
Na pozvání rodiny Fričových (Růženy Švagrovské, provdané Fričové, sestry Augusta Švagrovského) zde často odpočíval i tvořil Jan Neruda. Vznikla zde řada jeho fejetonů a převážná část básnické sbírky Písně kosmické, vydaná poprvé v roce 1878. Na upomínku Nerudova pobytu je na vile od roku 1978 umístěna pamětní deska.
Nejznámějším členem rodiny Švagrovských byl August Švagrovský (1847 — 1931), mecenáš umění a kultury. Jeho nejdůležitějším kulturním počinem byla soustavná akvizice obrazů; svou malířskou sbírku věnoval městu Roudnice nad Labem.

## Autor projektu architekt Jan Zeyer

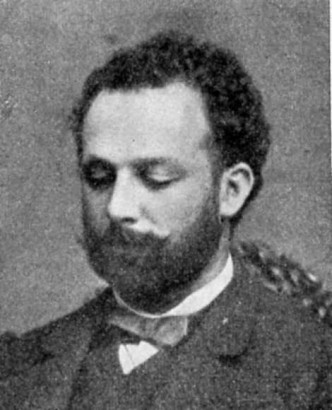
Jan Zeyer (1847–1903)

Autorem návrhu je český architekt Jan Zeyer náležející ke generaci Národního divadla. Jeho bratr, Julius Zeyer, byl významný český básník. Na počátku své stavitelské dráhy Jan Zeyer v letech 1873–1880 spolupracoval s architektem Antonínem Wiehlem, vůdčí osobností novorenesance navazujícího na tradici české renesance 16. století. Wiehlovým pojetím české novorenesance byl Zeyer ovlivněn i v dalších letech. Zeyer společně s Wiehlem v Praze navrhli a postavili 5 činžovních domů. Wiehlovo a Zeyerovo do té doby neobvyklé pojetí výzdoby domů vzbudilo pozornost odborníků a příznivý ohlas veřejnosti. O tom svědčí názor historičky a etnografky Renáty Tyršové publikovaný po dokončení stavby domu čp. 1035/17 v ulici Karolíny Světlé, kde se Antonín Wiehl v průběhu stavby inspiroval rekonstrukcí Schwarzenberského paláce dokončenou Josefem Schulzem v roce 1871, jmenovitě konzolovou římsou. Wiehlův a Zeyerův kolega architekt Jan Koula jejich úsilí definoval v roce 1883 ve Zprávách Spolku architektů a inženýrů v království Českém jako "výklad o vývoji a stylu A. Wiehla" "........Wiehl bojuje o nové vyjádření architektonické na základě vzorů, pro Prahu a Čechy XVI. a XVII. století typických a ukázal k nim poprvé, když postavil svůj "sgrafitový domek" v Poštovské ulici. Od té doby pilně sbíral památky naší renesance, studoval je a kde mu bylo možno, hleděl jich užíti na svých stavbách. Wiehlovým přičiněním mluví se o "české renesanci"; cítíme oprávněnost tohoto názvu, ale nikdo dosud nestanovil přesně, v čem ráz těch staveb záleží..."Zeyer s Wiehlem navrhli a realizovali ještě Dům Bohuslava Schnircha v Mikovcově ulici čp. 548/5, Olivův dům čp. 1032/14 v Divadelní ulici, Dům s taneční školou Karla Linka čp. 1050 v Praze 1, Divadelní ul. 12, Krocínova ul. 1. (1875–1876), Dům čp. 1035/17 Karolíny Světlé (1876). Po ukončení spolupráce s Wiehlem Zeyer realizoval čtyři nájemní domy ve spolupráci s architektem Viktorem Skůčkem.

## Dům v kontextu Zeyerovy architektonické tvorby
Zeyer vilu navrhl na počátku své stavitelské dráhy, v době spolupráce s Antonínem Wiehlem. Jde také o jednu ze dvou vil, které navrhl. Později získal stavbami 10 činžovních domů věhlas jako významný novorenesanční architekt a stavitel. V téže době jako vilu v Bechlíně připravoval s Wiehlem návrh 2 nájemních domů v dnešní ulici Karoliny Světlé. Kromě Vily Švagrovských Zeyer postavil další 3 stavby mimo Prahu. Zeyerovu vilu Švagrovských je možno srovnávat i s návrhy vil Zeyerova kolegy, názorového souputníka a vzoru Antonína Wiehla. Wiehl byl autorem návrhu vlastní vily čp. 113 ve Smolnici u Loun (1898), a dalšími vilami navrženými pro významné podnikatele působící na Berounsku – Duslovu vilu v Berouně a vilu Josefa Šebestiána Daubka (majitele velkostatku Liteň) v Brněnci u Svitav.